# Funny bike
Een funny bike is een "aangeklede" motorfiets die wordt gebruikt in dragraces.
De funny bike lijkt door toepassing van een dummy koplamp en tank wat meer op een normale motorfiets. Afgeleid van de funny cars, vierwielige dragsters met een kunststof carrosserie. 